# Орава (Естонія)
Орава (ест. Orava) — село в Естонії, адміністративний центр однойменної волості, повіту Пилвамаа.

## Галерея

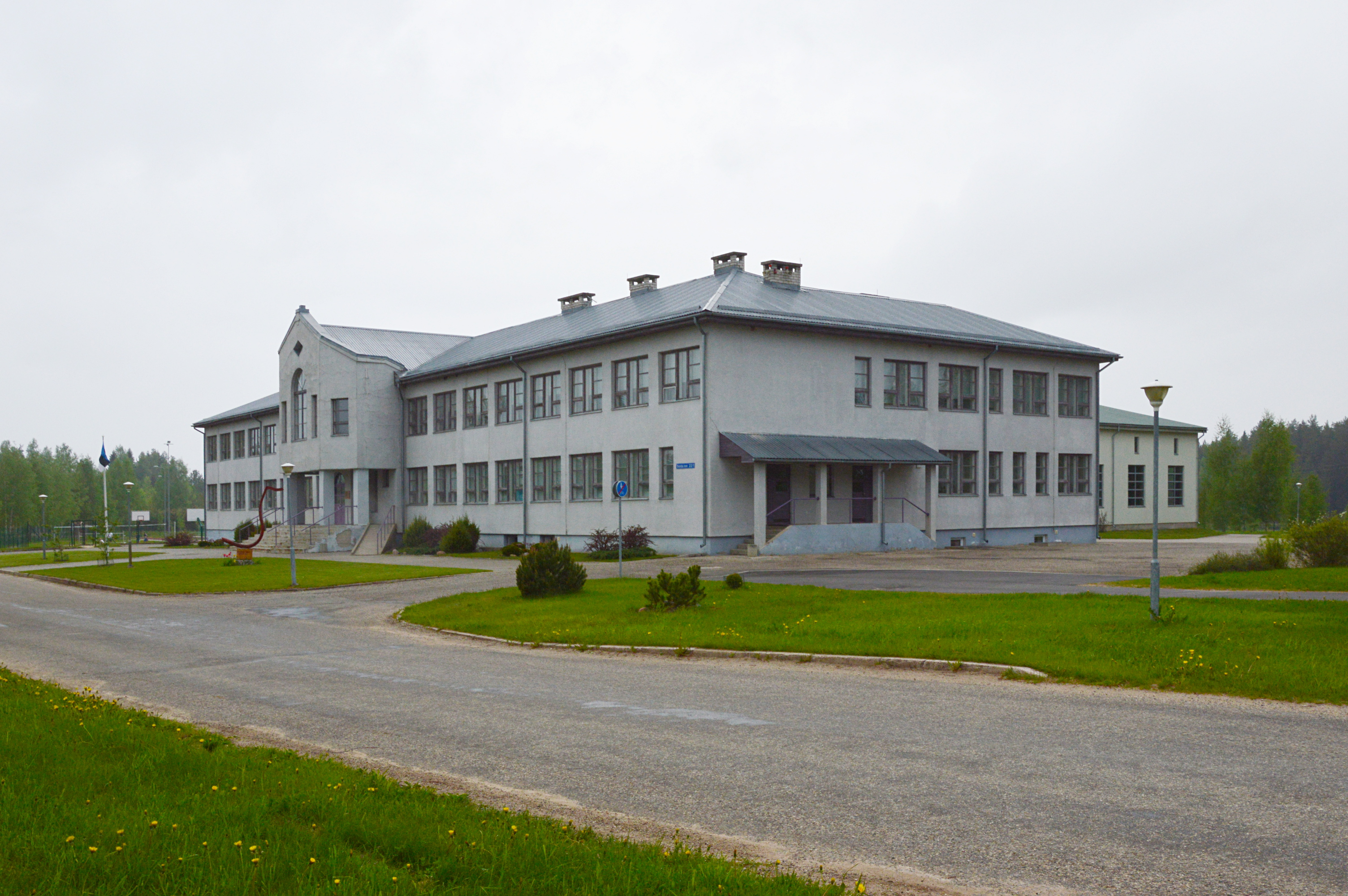
Школа
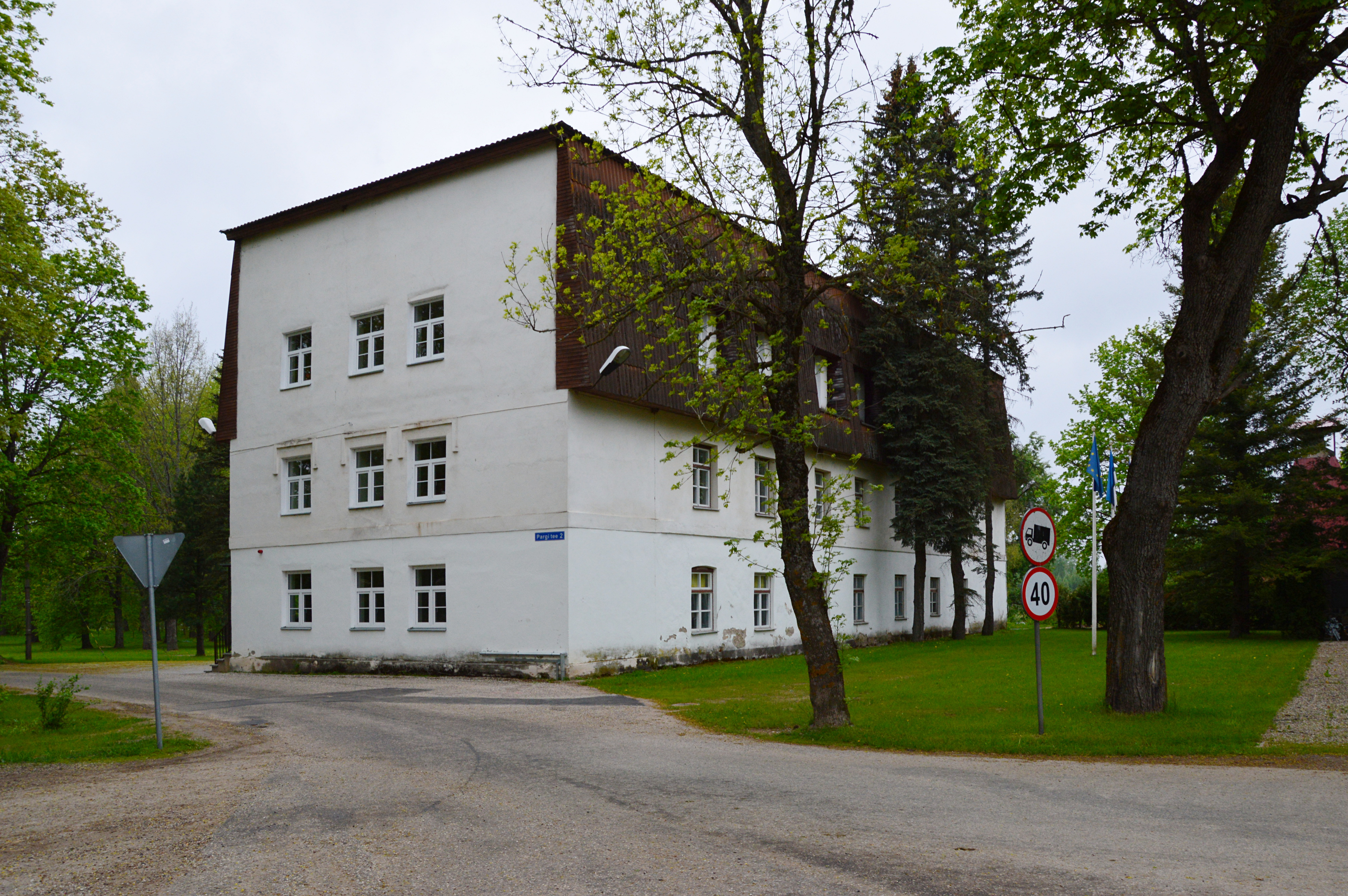
Парафіяльний будинок
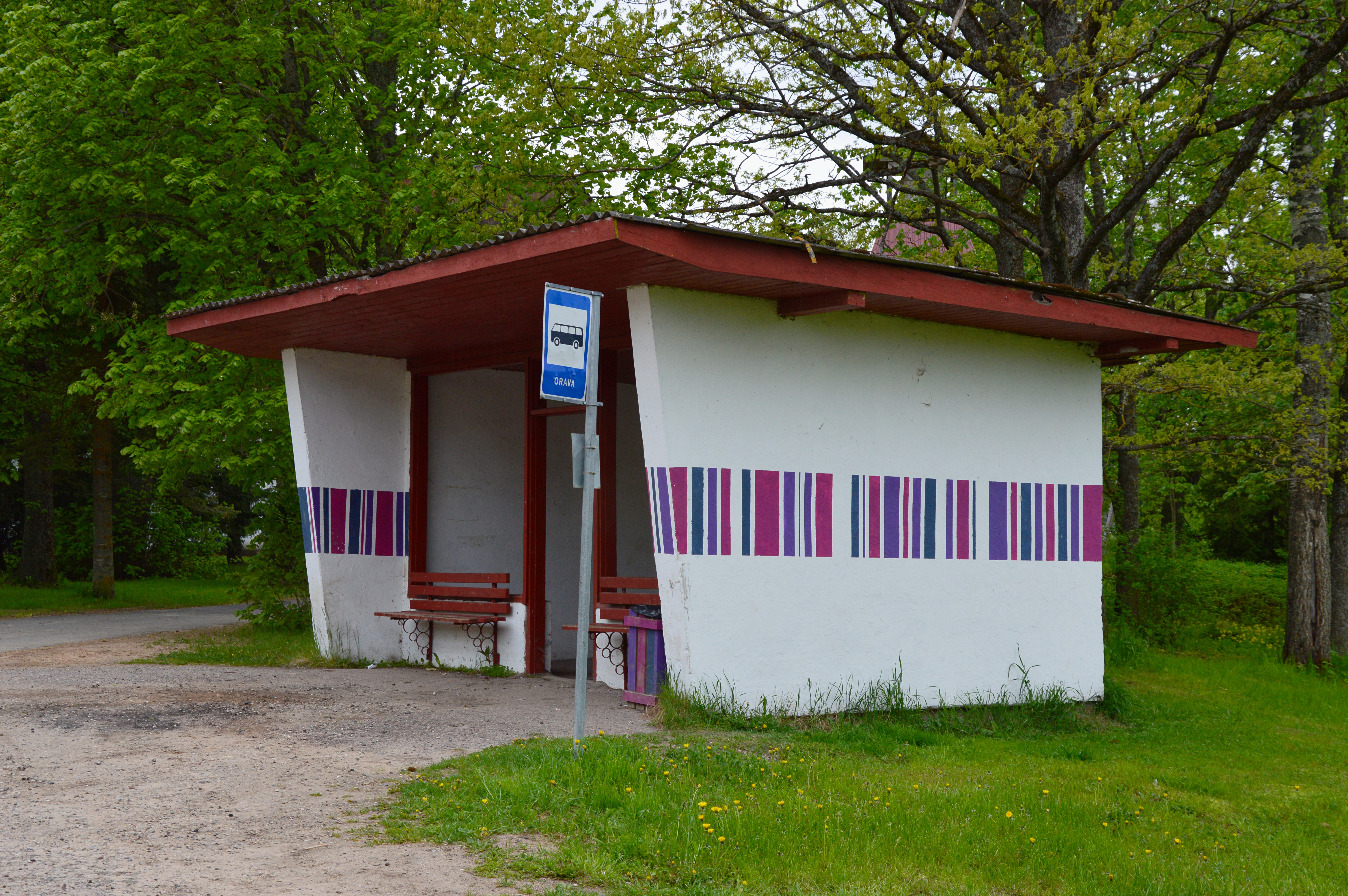
Автобусна зупинка
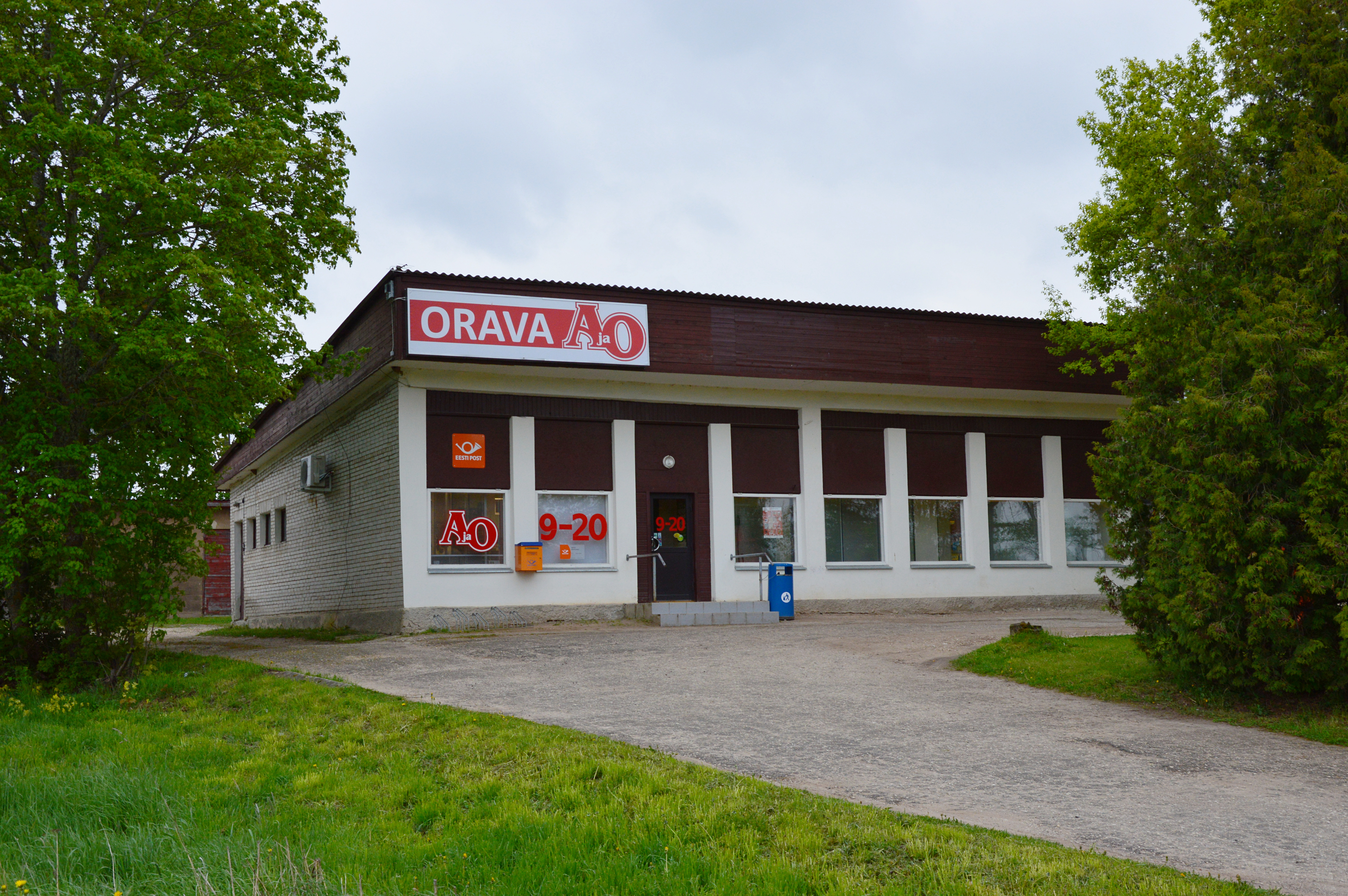
Магазин
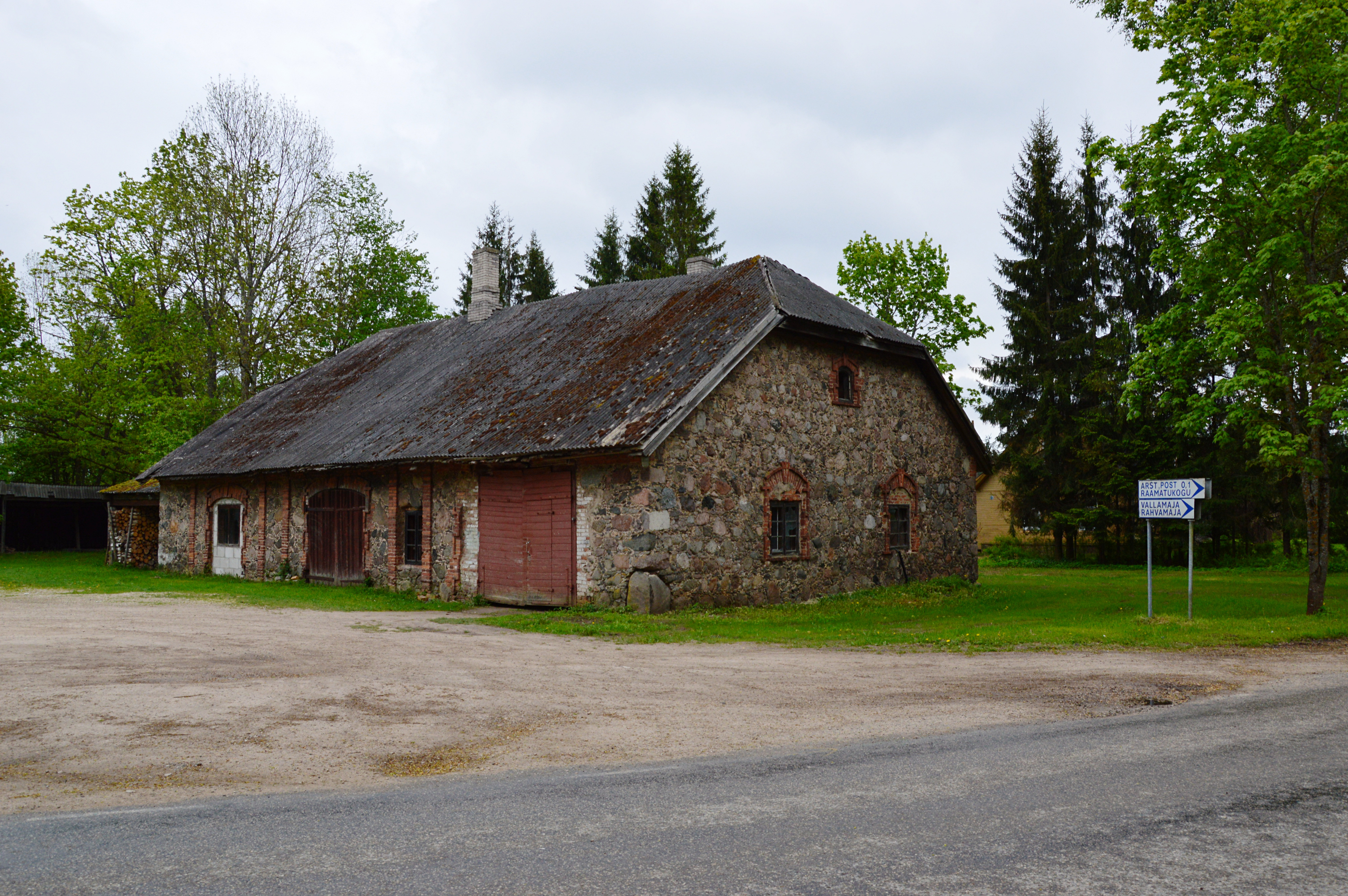
Садиба
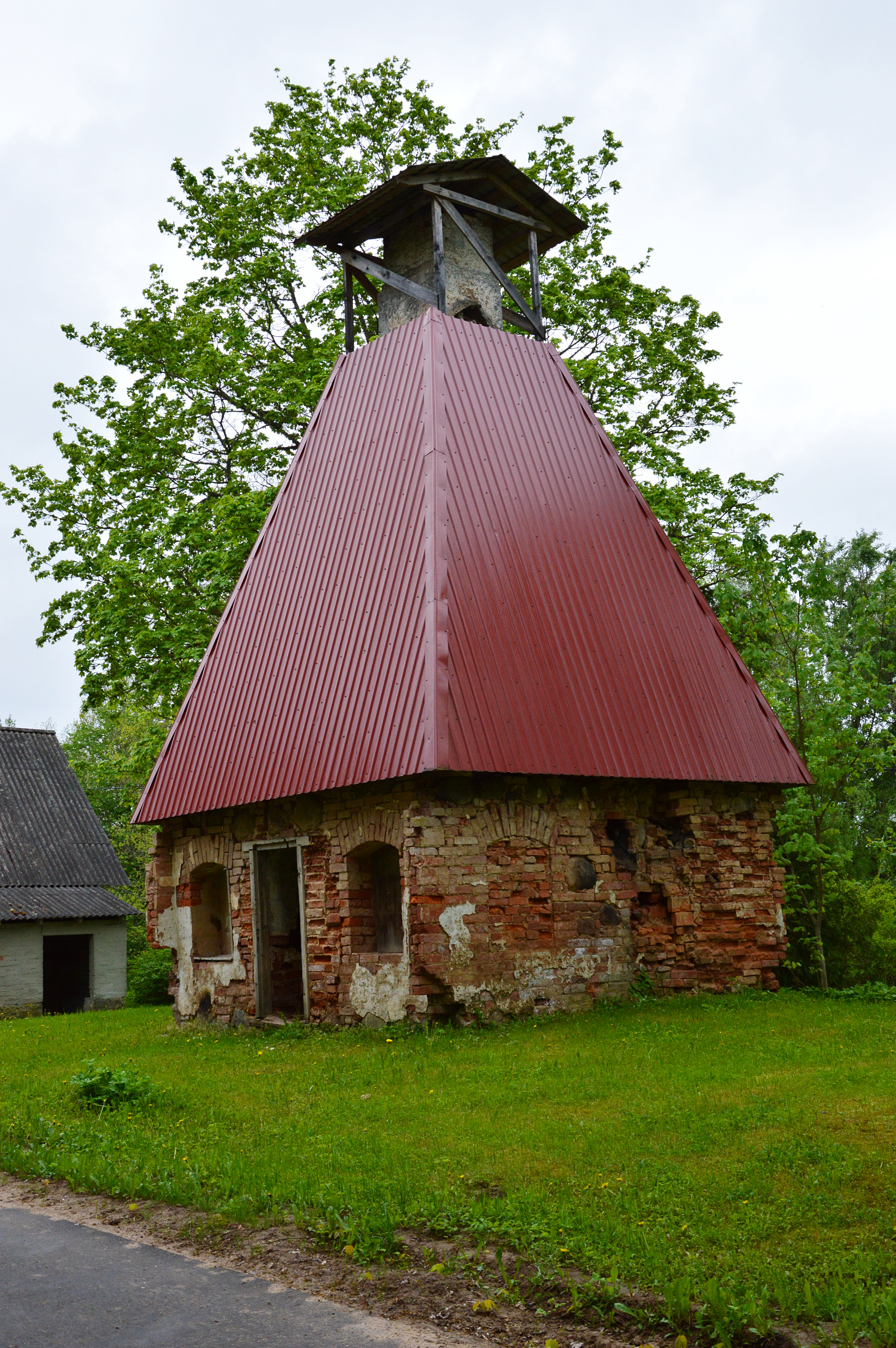
Будинок прислуги
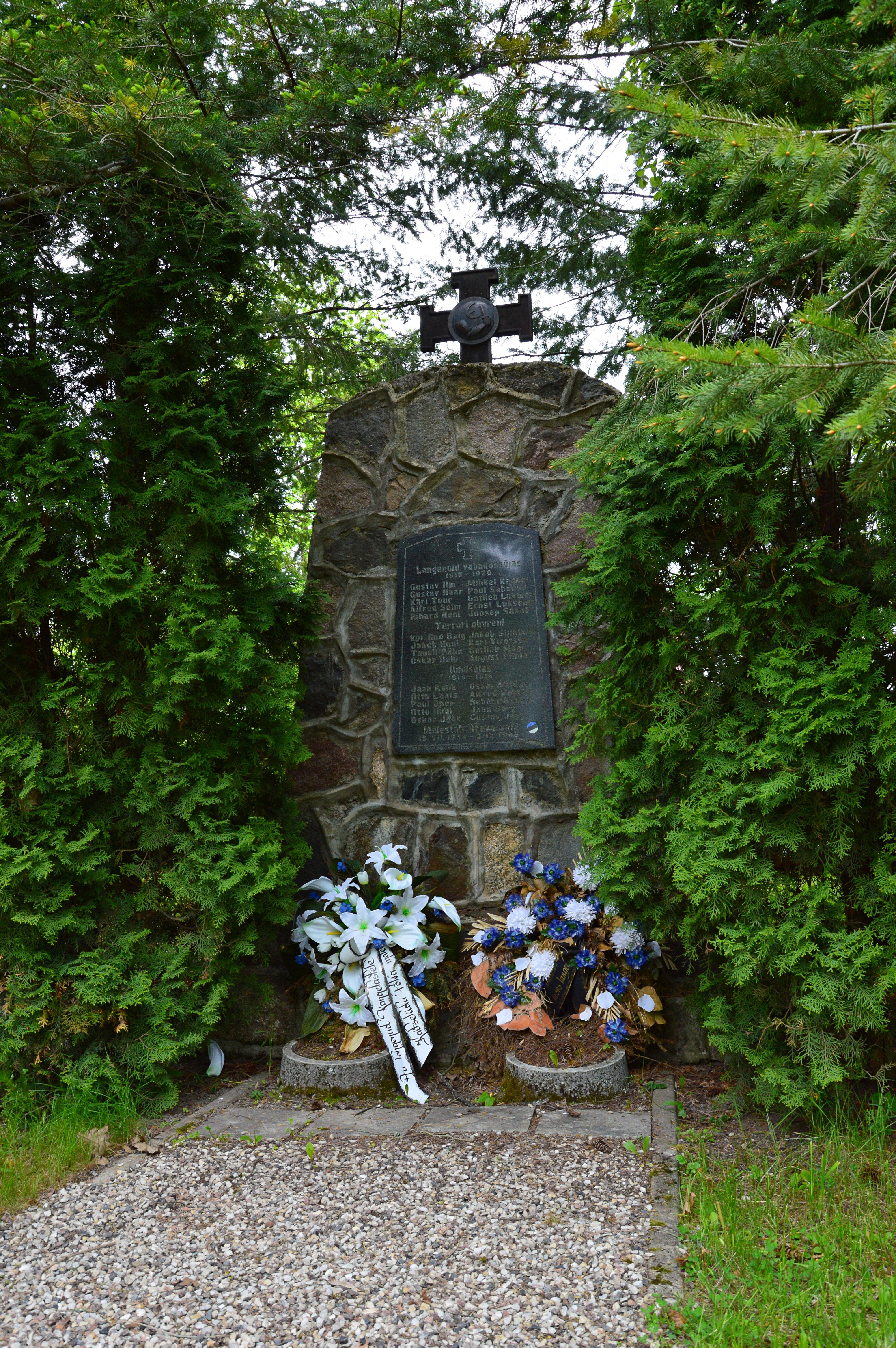
Військовий меморіал

| Естонія | Це незавершена стаття з географії Естонії. Ви можете допомогти проєкту, виправивши або дописавши її. |

1. ↑  http://metaweb.stat.ee/get_classificator_file.htm?id=4412334&siteLanguage=et
2. ↑  Land and Spatial Development Board — 1990.